# Pierwsze kroki
Pierwsze kroki (fr. Un début dans la vie) – opowiadanie Honoriusza Balzaka z 1844, z cyklu Komedia ludzka.

## Okoliczności powstania utworu
Pierwszą wersję utworu napisał Balzac w 1841 roku. Otrzymał wówczas zamówienie od „Le Musée des familles” na nowelę nie przekraczającą 3000 wierszy. Opierając się na opowiadaniu swojej siostry Laury, Le Voyage en coucou, wykonał wówczas pierwszy szkic utworu, który zatytułował najpierw Les Jeunes Gens, a potem Le Voyage en coucou. Ostatecznie nie ukazał się on wówczas drukiem. Balzac przekroczył bowiem zamówione trzy tysiące wierszy, a czasopismo miało wątpliwości co do obyczajności niektórych scen. W 1842 roku Balzac poszerzył utwór do 14 rozdziałów i opublikował opowieść w „La Législature” w odcinkach od 26 lipca do 6 września pod tytułem Le Danger des mystifications. W czerwcu 1844 roku utwór ukazał się pod ostatecznym tytułem u Dumonta w dwóch tomach in 8-o. Drugi tom uzupełniała Fałszywa kochanka. W 1845 roku Balzac umieścił Pierwsze kroki w drugim wydaniu Komedii ludzkiej w czwartym tomie, w Scenach z życia prywatnego po Honorynie. Balzac uzupełnił w tym wydaniu tekst o niektóre powiedzonka Mistrigisa.

## Treść
Oskar Husson zostaje wysłany przez matkę do Presles, wiejskiej rezydencji hrabiego de Sérisy, w którym rządcą jest pan Moreau. Matka Oskara Mme Clapart, „Aspazja Dyrektoriatu”, była przed laty metresą Moreau, teraz korzystając z jego pomocy chce wykierować syna na przyszłego rządcę Presles. W trakcie podróży dyliżansem wywiązuje się rozmowa pomiędzy przypadkowymi podróżnymi: Leonem de Lora (zwanym Mistigrisem), Józefem Bridau, Jerzym Marestem, ojcem Leger i nieznajomym, który przedstawia się jako pan Lecomte. Jerzy dla zaimponowania towarzystwu opowiada o swoich wojennych przewagach w Grecji i Hiszpanii, Józef Bridau podaje się za swego mistra Hipolita Schinnera. Oskar Husson nie chcąc wypaść gorzej przechwala się swoją rzekomą znajomością z hrabią i opowiada o jego ukrywanej chorobie i problemach małżeńskich, o czym dowiedział się za sprawą niedyskrecji Moreau. Okazuje się jednak, że de Sérisy był w tym samym powozie, podróżując incognito, co sprawia, że kariera Hussona zdaje się być złamana. Jedynym wyjściem z sytuacji jest dlań wstąpienie do wojska. W czasie podboju Algierii Oskar zdobywa sławę dzielnego żołnierza i ratuje w czasie walki syna hrabiego. Umożliwia mu to, mimo fatalnego początku, uzyskanie wysokiej pozycji społecznej i korzystny ożenek.

## Osoby występujące w utworze
- Mme Clapart – matka Oskara Husson. Prowadziła awanturnicze życie. Poślubiła Hussona, który w 1802 roku popełnił samobójstwo. W okresie Dyrektoriatu była metresą Barrasa, a potem Moreau. Jej drugi mąż Clapart został przypadkowo zabity podczas zamachu Fieschiego 28 kwietnia 1835 roku.
- Oskar Husson – „de la Cerisaie” jak ironicznie stwierdza hrabia de Sérisy. Urodził się po śmierci swego ojca. W czasie podróży dyliżansem w 1822 roku miał 19 lat. Wyśmiany przez towarzyszy podróży, podał się za arystokratę i przyszłego dyplomatę. Piętnaście lat później zdobywszy order i straciwszy rękę ożenił się z córką Pietrka.
- Józef Bridau – dwudziestotrzyletni malarz, uczeń Hipolita Schinnera, dla dodania sobie splendoru podaje się w dyliżansie za swego mistrza. Jego losy Balzac przedstawił obszernie w Kawalerskim gospodarstwie.
- Leon Didas y Lora – zwany Mistigris, uczeń i współpracownik Józefa Bridau, jadąc dyliżansem ma 16 lat. Jego wcześniejsze losy Balzac przedstawił w Kawalerskim gospodarstwie. Ponownie pojawia się w 1845 roku w Bezwiednych aktorach, jest sławnym pejzażystą, członkiem Instytutu i ma 20 tysięcy renty
- Hrabia Hurget de Sérisy – do końca życia zakochany w żonie, pobłażliwie traktuje jej przygody miłosne (Blaski i nędze życia kurtyzany), pojawia się też w Urzędnikach, Kontrakcie ślubnym, Honorynie, Chłopach i Kuzynce Bietce[2][4].

## Cechy utworu
Pierwsze kroki podejmują problem ubogiego młodzieńca, pragnącego zrobić wielką karierę. Motyw ten podejmują również powieści Ojciec Goriot i Stracone złudzenia. Bohater Pierwszych kroków, w zestawieniu z innymi parweniuszami, jest osobowością niezwykle słabą, łatwo poddającą się wpływom, bezmyślnie naśladującą innych. Paradoksalnie – mimo początkowej klęski – nie odbiera mu to możliwości wybicia się, gdyż po popełnieniu początkowych błędów Oskar stara się wyciągnąć z nich wnioski, a łatwe uleganie wpływom środowiska uczy go odpowiednich przy robieniu kariery postaw. W odróżnieniu jednak np. od Rastignaka Hussonowi brakuje sławionej przez Balzaka energii wiodącej do realizacji założonych celów i dlatego jego sukces, w porównaniu z osiągnięciami innych opisywanych przez Balzaka ambitnych młodzieńców, jest w rzeczywistości niewielki – awans materialny, order, sława o niewielkim zasięgu. Powieść podkreśla również ogromną rolę przypadkowości w procesie dochodzenia do wpływów i majątku – zarówno klęska, jak i sukces Hussona są pochodną przypadkowych spotkań z hrabią de Serisy, a następnie jego synem. Natomiast scena w dyliżansie, spotkanie kilku przedstawicieli ambitnej młodzieży, obrazuje całe pokolenie ludzi, których młodość przypadła na okres początków monarchii lipcowej.
Oskar Husson jest prawdopodobnie najbardziej flaubertowskim z bohaterów Balzaca, jest Karolem Bovary „avant la lettre”, którego trudy kariery wojskowej uformowały nie deformując. Nie budzi ani zazdrości, ani nienawiści. Jest to, słowem, nowoczesny mieszczuch. Bohaterowie utworu potrafią tylko marzyć o olśniewającym i wspaniałym życiu. Monarchia lipcowa wydała na świat debiutantów, takich jak ona sama. Pierwsze kroki są opowieścią o prozaicznym dzieciństwie przyszłego poborcy generalnego, anty-bohatera par excellence: słabego w szkole, upartego, próżnego maminsynka. Niespodzianką jest, że ten prostaczek został zmuszony, by odnaleźć w swoim wnętrzu cnotę zastępczą: rodzaj „geniuszu przeciętności”, która pozwoliła mu, mimo wszystko, osiągnąć sukces.
Skromną dykteryjkę swojej siostry pisarz rzucił na szerokie tło historyczne. Wprowadził postaci znane z poprzednich utworów i powiązał je z wielkimi wydarzeniami historycznymi. Przysługi oddane w czasie rewolucji uzasadniają zadziwiającą pobłażliwość hrabiego de Sérisy. Za rewolucji ojciec rządcy Moreau ocalił włości Sérisych. Przez pamięć na to wydarzenie hrabia pozwala się okradać jego synowi. Oskar weźmie udział w wydarzeniach lipcowych 1830 roku, potem straci rękę w Algierii i w ten sposób odkupi swoją winę. Utwór zawiera również kodeks balzakowskiej moralności, sformułowany przez ojca Cardot: „Praca, rzetelność, dyskrecja”. Oskar dowiaduje się poniewczasie, że te trzy słowa stanowią tajemnicę wszelkiego sukcesu.
Jednocześnie podróż do Presles staje się okazją do przedstawienia świata prowincjonalnych intryg, których motorem jest rządca Moreau, a ofiarą hrabia de Sérisy. Jak często bywa u Balzaka, cudowna, zielona wieś zmienia się w pandemonium zbrodni i występków wszelkiego rodzaju: ekonomicznych, politycznych, towarzyskich. Przy okazji przedstawia też Balzac przemianę przewozów kukułkami i dyliżansami w linię Paryż – L’Isle-Adam, którą poznał dobrze w latach 1817–1821, odwiedzając swego przyjaciela Villiersa la Faye.